# Hi-Tech Bangkok City
L'  Hi-Tech Bangkok City  è una società professionista di basket con sede nella città di Bangkok, capitale della Thailandia. I colori sociali della società sono l'Arancione, il Nero ed il Verde; la squadra compete nella in una dei principali campionati nazionali, la Basketball Thai League, mentre in passato ha preso parte alla Thailand Basketball League.

## Storia
La squadra venne fondata nel 2009 con il nome di Thailand Tigers, per essere la rappresentante della Thailandia nella neonata ASEAN Basketball League. Prima dell'inizio della stagione 2010-2011 della ABL, la denominazione della squadra venne cambiato in Chang Thailand Slammers. Nella seconda edizione della competizione la squadra, dopo aver concluso al primo posto la stagione regolare, si qualificò per la prima volta per i play-off dove in semifinale superarono nella serie i Singapore Slingers per 2-1 ottenendo l'accesso alla sfida per il titolo; nella serie finale Slammers si imposero in entrambe le sfide contro i Philippine Patriots, aggiudicandosi così il primo trofeo della loro storia.
Nella stagione 2014 della ASEAN Basketball League la squadra, che quell'anno aveva cambiato la propria denominazione in Hi-Tech Bangkok City, dopo aver concluso al secondo posto la regolar season riuscì a superare le semifinale, tornando così a giocarsi il titolo della ABL; l'Hi-Tech affrontò in finale la squadra della Malaysia del KL Dragons, su cui si impose in gara 1 con il risultato di 93-77 ed in gara 2 con quella di 73-67, aggiudicandosi così per la seconda volta il titolo della ASEAN Basketball League.
Dopo il termine della stagione 2016 la squadra ha lasciato la ASEAN Basketball League, decidendo di competere solo nel campionato nazionale della Thailand Basketball League, a cui prendeva parte già dalla stagione 2015. Nel campionato la squadra è riuscita per quattro volte ad aggiudicarsi la vittoria finale (2013, 2018, 2020, 2021).

## Palmarès

### Titoli Nazionali
- Thailand Basketball League
  - Campione (4): 2013, 2018, 2020, 2021
- Basketball Thai League
  - Campione (2): 2023, 2024[5]

### Titoli Internazionali
- ASEAN Basketball League
  - Campione (2): 2010-11, 2014

## Organico

### Roster 2023-2024
Il roster per la stagione 2023-2024 
|    | Naz.                                           | Ruolo | Sportivo                | Anno | Alt. | Peso |  |
| -- | ---------------------------------------------- | ----- | ----------------------- | ---- | ---- | ---- |  |
| 0  | Stati Uniti (bandiera)                         | C     | Kevin Allen             | 1994 | 211  | 103  |  |
| 2  | Stati Uniti (bandiera)                         | G     | Marcus Elliott          | 1984 | 191  | 91   |  |
| 3  | Stati Uniti (bandiera) · Thailandia (bandiera) | PG    | Frederick Lish          | 1988 | 178  | 75   |  |
| 5  | Stati Uniti (bandiera) · Thailandia (bandiera) | AP    | Moses Morgan            | 1992 | 198  | 91   |  |
| 7  | Thailandia (bandiera)                          | C     | Emmanuel Ejesu          | 2004 | 204  | 98   |  |
| 8  | Thailandia (bandiera)                          | G     | Attapong Leelaphipatkul | 1998 | 185  | 84   |  |
| 11 | Thailandia (bandiera)                          | PG    | Manatsawe Booddoung     | 1996 | 177  | 82   |  |
| 18 | Thailandia (bandiera)                          | AP    | Nakorn Jaisanuk         | 1991 | 190  | 87   |  |
| 27 | Thailandia (bandiera)                          | G     | Nattakarn Muangboon     | 1991 | 183  | 83   |  |
| 31 | Thailandia (bandiera)                          | C     | Chanatip Jakrawan       | 1997 | 203  | 100  |  |
| 32 | Thailandia (bandiera)                          | AG    | Chatpol Chungyampin     | 1996 | 190  | 93   |  |
| 36 | Thailandia (bandiera)                          | C     | Patiphan Klahan         | 1993 | 201  | 100  |  |

### Staff tecnico
| Ruolo           | Nome                        |
| --------------- | --------------------------- |
| Capo Allenatore | Nontapob Vivattanapongpetch |
| Assistente      | Pongchaiwat Nivijit         |

## Giocatori famosi

### Giocatori Locali
- Piyapong Piroon
- Attaporn Lertmalaiporn
- Kannawat Lertlaokul
- Sukdave Gougar
- Montien Wongsawangtum
- Wattana Suttisin
- Bandit Lakhan
- Nakorn Jaisanuk
- Wutipong Dasom
- Chanon Aaron Seangsuwan

### Giocatori Stranieri
- Chris Kuete
- Jason Dixon
- Ardy Larong
- Abby Santos
- Boyet Bautista
- Ricky Ricafuente
- Chester Tolomia
- Devon Sullivan
- Calvin Williams
- Justin Howard
- Michael Earl
- Darrius Brannon
- Patrick Cabahug
- Steven Thomas
- Rex Leynes
- Alex Angeles
- JP Alcaraz
- DeAndre Thomas
- Chris Garnett
- Kenneth Walker
- Ike Nwankwo
- Chaz Twan Briggs
- Froilan Baguion
- Jonathan Fernandez
- Chris Charles
- Luis "Tonino" Gonzaga
- Jeric Canada